# Przejście graniczne Piaski-Bałtyjsk
Przejście graniczne Piaski-Bałtyjsk – planowane polsko-rosyjskie osobowe przejście graniczne w województwie pomorskim, w powiecie nowodworskim, w Krynicy Morskiej, w części miasta Nowa Karczma (potocznie zwanej Piaskami).
Plan nie doczekał się realizacji; w 2016 zlikwidowano mały ruch graniczny między Polską a obwodem królewieckim (formalnie tymczasowo zawieszono od dnia 4 lipca 2016, w związku z organizacją szczytu NATO w Warszawie oraz Światowych Dni Młodzieży w Krakowie, i już nie odwieszono).
W okresie istnienia Związku Radzieckiego (lata 60. XX w.) funkcjonowało polsko-radzieckie rzeczne przejście graniczne Krynica Morska. Dopuszczony był ruch towarowy.